# 约翰·肯德鲁

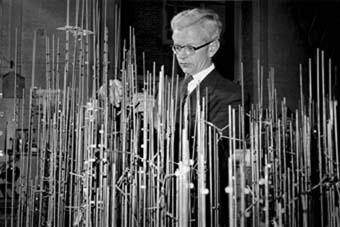
约翰·肯德鲁

约翰·肯德鲁爵士，CBE，FRS（英語：Sir John Kendrew，1917年3月24日—1997年8月23日），英国生物学家，1962年获诺贝尔化学奖。

## 生平
1917年出生于英国牛津。